# إفاغريوس القسطنطيني
إفاغريوس القسطنطيني هو رئيس أساقفة مسيحي لفترة بين عامي 370م وربما حتى 380م، نازعه رئيس الأساقفة الآريوسي ديموفيلوس سنة 379م.
في عام 370، انتخب الآريوسيون ديموفيلوس لملء الفراغ الأسقفي بعد وفاة يودوكسيوس. اختار مسيحيو نيقية وأسقف أنطاكية المخلوع أوسطاثاوس إفاغريوس من أجل تلك لمنصب كرسي الأسقفية؛ ولكن بعد بضعة أشهر نفاه الإمبراطور فالنس، وظل في المنفى حتى وفاته.
تزعم بعض المصادر أنه انتخب للمرة الثانية عام 379 أو 380، بعد طرد الإمبراطور ثيودوسيوس الأول لديموفيلوس.